# Motorola Xoom
Das Motorola Xoom ist ein Tablet-Computer des Herstellers Motorola, der auf der CES am 5. Januar 2011 erstmals präsentiert wurde und in direkte Konkurrenz zum iPad trat. Es war der weltweit erste Tablet-Computer mit dem neuen Betriebssystem Android 3.0. In Deutschland war das „Xoom 3G“ ab dem 30. April 2011 zunächst exklusiv bei der Deutschen Telekom erhältlich. Seit dem 2. Quartal 2011 wurde zusätzlich die „Xoom Wifi“-Variante in Deutschland zum Verkauf angeboten.

## Technik

### Hardware
Das Xoom verfügt über einen 10,1 Zoll (25,65 cm) großen kapazitiven Touchscreen mit 1280×800 Pixel Auflösung. Als CPU ist ein Doppelkern-System-on-a-Chip der Type Nvidia Tegra 2 T20 mit 1 GHz Taktfrequenz verbaut, dem 1 GB DDR2-Hauptspeicher zur Seite stehen. Zur dauerhaften Datenspeicherung dient ein Flash-Speicher von 32 GB Kapazität. Eine fest eingebaute 5-Megapixel-Digitalkamera zeichnet Standbilder und Videos auf, während eine weitere 2-Megapixel-Digitalkamera den Benutzer für Videotelefonie-Anwendungen erfasst. Hinzu kommen ein 3-Achsen-Beschleunigungssensor und ein digitales Barometer.

### Software
Als Betriebssystem diente ursprünglich Android 3.0 „Honeycomb“. Ein Update auf Version 3.1, welches zuerst nur in den USA verfügbar war, wurde am 26. August 2011 auch in Deutschland veröffentlicht. Ab dem 13. Juli 2011 folgte in den USA ein Update auf Android 3.2, welches seit Dezember 2011 auch für deutsche Geräte verfügbar war.
Anfang 2012 erfolgte die Freigabe von Android 4.0 „Ice Cream Sandwich“ für die WiFi-Version des Tablets. Im Juli 2012 kündigte Motorola dann auch ein Update für die vor allem in Europa verkaufte 3G-Variante an, die kurz darauf per Over-the-Air-Update verteilt wurde.

## Nachfolger
Nachfolger sind das Motorola Xoom 2 und das Motorola Xoom 2 Media Edition (ME), die beide mit dem Betriebssystem Android 3.2 "Honeycomb" laufen. Ein Update auf Version 4 sollte im dritten Quartal 2012 folgen. Das Xoom 2 wurde zunächst in den USA und Großbritannien und Ende Januar 2012 auch in Deutschland in den Handel gebracht. Das Xoom 2 ähnelt dem Vorgänger technisch sehr stark (siehe Tablet-Marktübersicht), hebt sich optisch aber durch charakteristisch abgestufte Ecken ab. Die Media Edition ist 8,2 Zoll groß, mit ca. 300 Gramm nur halb so schwer wie das Xoom 2 und laut Hersteller für die Wiedergabe von Mediendateien ausgelegt.

## Marketing
In den USA lief ein TV-Spot mit Anspielungen an den Roman 1984 von George Orwell, der den Xoom als Alternative zum „Massenprodukt“ Apple iPad positioniert. Dieser enthält, in Reminiszenz an Apples bekannten Werbespot „1984“ von Ridley Scott zur Markteinführung des ersten Macintosh-Computers, gewissermaßen auch eine deutliche Persiflage auf Apples damalige Werbekampagne.
Eine andere Werbung zeigte eine Mehrbenutzer-Multitouch-Benutzeroberfläche, die stark auf drehbaren Tortenmenüs beruht. Dies entspricht jedoch nicht dem tatsächlichen Interface von Android 3.2 „Honeycomb“.